# Hadakān
Hadakān (persiska: هدكان) är en ort i Iran.   Den ligger i provinsen Bushehr, i den södra delen av landet, 800 km söder om huvudstaden Teheran. Hadakān ligger 12 meter över havet och antalet invånare är 136.
Terrängen runt Hadakān är huvudsakligen kuperad, men åt nordväst är den platt. Havet är nära Hadakān åt sydväst.Runt Hadakān är det glesbefolkat, med 17 invånare per kvadratkilometer. Närmaste större samhälle är Rūstā-ye Sālemābād, 10,3 km nordväst om Hadakān. Trakten runt Hadakān är ofruktbar med lite eller ingen växtlighet.